# Hraniční pásmo

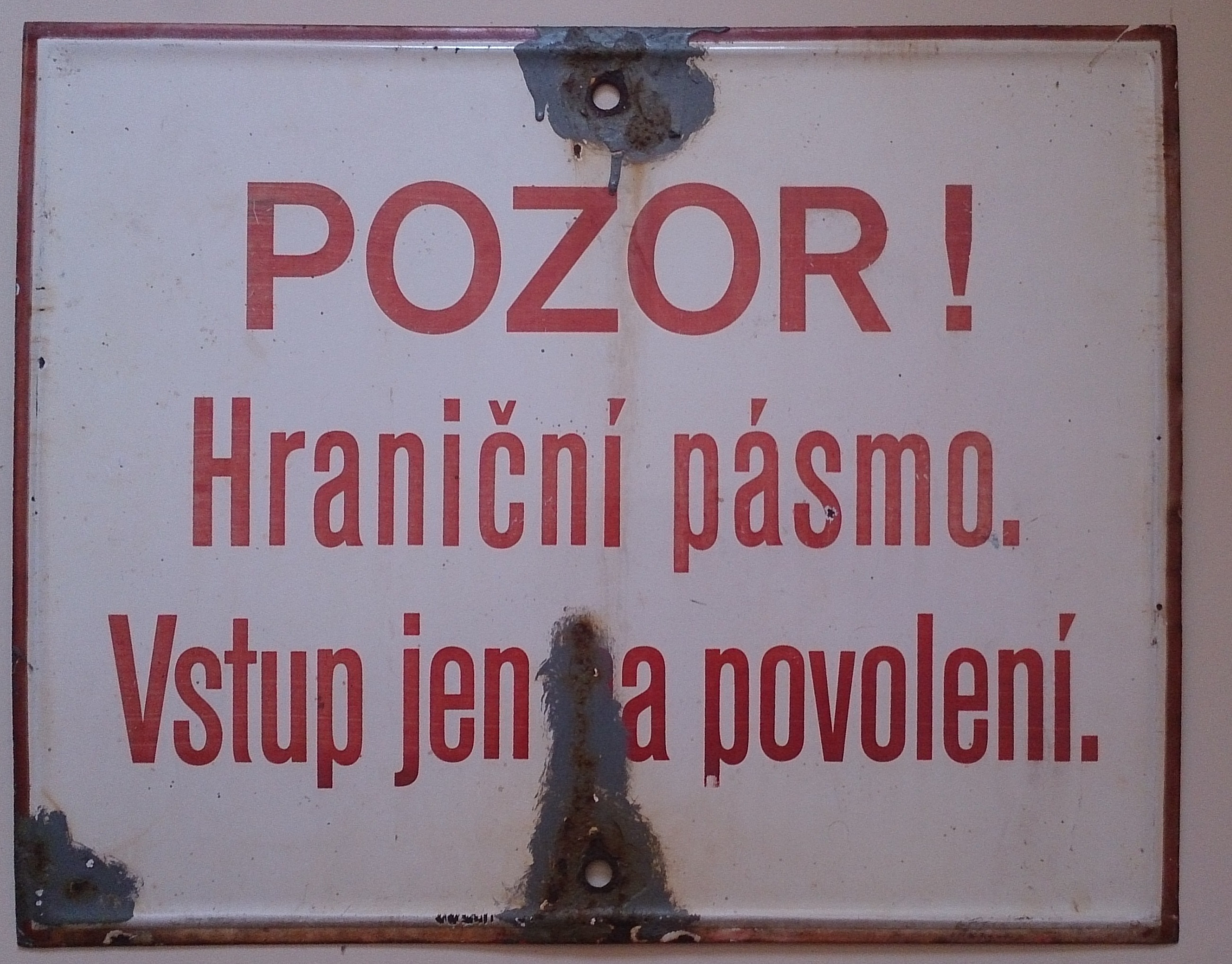
Československá cedule ze začátku 80. let, informující o vstupu do hraničního pásma

Hraniční pásmo se nachází v některých zemích u jejich státních hranic. Jedná se o zakázanou oblast (či oblast s omezeným přístupem), sloužící k bezpečnostním účelům (tj. vojenská, policejní či jiná bezpečnostní kontrola).
Hraniční pásmo je viditelně označené a může se táhnout jen stovky metrů, ale i desítky kilometrů daleko od hranic samotných, záleží na politické situaci.
Mezi známá hraniční pásma patří například demilitarizovaná zóna mezi oběma korejskými státy, hraniční pásmo ČSSR podél hranic se Západním Německem a Rakouskem, či ostře střežená hranice mezi NSR a NDR. Hraniční pásma na území „zemí socialistického tábora“ byla považována za symbol nesvobody a omezení pohybu osob, mnohdy přirovnávána i k vězení.
Významné je i hraniční pásmo podél hranice mezi severním a jižním Kyprem, které není pro obyvatele obou států prostupné a je spravováno jednotkami OSN.

## Hraniční, pohraniční a zakázané pásmo v Československu (1945–1989)

### Celní pohraniční území (1945–1950)
Od roku 1945 do 1950 spočívala ochrana státních hranic a pohraničního pásma ČSR v pochůzkovém hlídkování.
Celní pohraniční pásmo se nacházelo 10 až 15 kilometrů od státní hranice směrem do vnitrozemí. V tomto pásmu nebyl život obyvatelstva nějak významněji usměrňován. Snahy o ztížení přístupu ke státní hranici jsou patrné již od roku 1948. Omezení se zprvu týkala jen části hranic s americkou okupační správou, později došlo i k omezení vztahující se k hranic s Rakouskem, jinými slovy jako důsledek oblasti sousedící se sovětskou okupační zónou.
V roce 1951 vznikla u hranic tři pásma: zakázané pásmo, hraniční pásmo a pásmo pohraniční.

### Pohraniční pásmo (1950–1989)
V pohraničním pásmu nebyla ustanovena zvláštní omezení pro obyvatelstvo. Jednalo se o operační prostor pro Pohraniční stráž.

#### Pohraniční okresy
Kadaň, Jáchymov, Kraslice, Aš, Cheb, Mariánské Lázně, Tachov, Horšovský Týn, Domažlice, Klatovy, Sušice, Vimperk, Prachatice, Český Krumlov, Kaplice, Trhové Sviny, Třeboň, Jindřichův Hradec, Dačice, Moravské Budějovice, Znojmo, Mikulov, Břeclav, Skalica, Malacky, Bratislava-venkov, Bratislava-město, Šamorín, Dunajská Streda, Čalovo, byly prohlášeny v roce 1951 pohraničním územím.

### Hraniční pásmo (1950–1964)
Hraniční pásmo bylo vyhlášeno v dubnu 1950 z důvodu omezení obyvatelstva v působišti Pohraniční stráže. Hranici hraničního pásma tvoří hraniční čára. Hraniční pásmo zasahovalo 12 až 15 kilometrů do vnitrozemí. Vnitřní hranice obsahovaly výstražné cedulky podél cest. Vstup do pásma byl jen na povolení a platil zde zákaz pohybu mimo cesty, silnice nebo železnice od setmění do svítání. Povolení k pohybu bylo udělováno příslušným oddílem. Z hraničního pásma byli vysídleni „nespolehliví“ obyvatelé. Takto bylo postiženo asi 600 rodin, což je přibližně 1600 „nespolehlivých osob“.

### Zakázané pásmo (1950–1964)
Jednalo se o pásmo s nejvyšší mírou restriktivních opatření o hloubce cca 2 km od státní hranice. Rozsah zakázaného pásma určoval příslušný velitel Pohraniční stráže, které vyhlásil příslušný okresní národní výbor.  Pásmo bylo vysídleno. Vysídlení postihlo přibližně 800 rodin, což je zhruba 2500 osob. Veškeré budovy byly určeny k demolici, vyjma těch budov, které připadly MV nebo MNO z důvodu snadnější kontroly a zamezení případnému místnímu obyvatelstvu v poskytování znalostí místního terénu uprchlíkům snažících se dostat přes hranice. V roce 1964 bylo zakázané pásmo zrušeno.

### Hraniční pásmo (1964–1989)
Velice brzy se ukázalo, že systém tří restriktivních pásem je hospodářsky neúnosný. Od poloviny 50. let docházelo k dílčím úpravám, které vyvrcholily v roce 1964. Po zrušení zakázaného pásma bylo stanoveno hraniční pásmo v rozsahu 1–3 kilometry od státní hranice. Vstup do hraničního pásma byl pouze na propustku.

### Ženijně-technické zabezpečení hranic (1951–1964)
Hlavním prvkem zabezpečení státních hranic Československa byl drátěný zátaras. V roce 1951 započalo budování. Výstavba byla dokončena v roce 1952 o celkové délce 697 235 m. Drátěný zátaras sestával ze tří plotů (tzv. stěn), několik metrů od sebe, na nichž byly připevněny ostnaté dráty, přičemž „krajní stěny“ zabraňovaly přístupu ke „střední stěně“. Krajní stěny měly za úkol zpomalit útěk uprchlíků a zamezit přístup zvěře ke „střední stěně“. Tato „střední stěna“ byla tvořena dřevěnými kůly, které byly zbaveny kůry a ve spodní části opáleny plamenem jakožto ochrana proti hnilobě. Kůly v krajních stěnách byly 12–14 cm silné a 220–270 cm dlouhé a zatlučené do země. „Střední stěna“ byla postavena z kůlu silných 14 až 16 cm a vysokých 280 až 290 cm. Kůly byly ve spodní části opáleny a vsazeny a utěsněny do předem vyhloubených jam. Na „střední stěně“ se nacházelo 5 až 7 nástražných vodičů napojených na transformátor.
Původní trasa zátarasu byla v letech 1953–1956 přestavěna za přítomnosti sovětských poradců s cílem odstranit hluchá místa a nepřehledné lomy. Mezi těmito úpravami byla rozšířena a dokončena elektrifikace drátěného zátarasu. V letech 1952–1957 byl prostor mezi stěnami v jednotlivých řadách zátarasů zaminován. V důsledku časté poruchovitosti min byl zátaras již v 50. létech odminován. Krom výše jmenovaného byl v roce 1951 budován kontrolní pás. Jednalo se o uvláčený pruh země o šíři 15 metrů v bezprostřední blízkosti hranice, v místech, kde nebyl lesní porost. Případný „narušitel“ v něm zanechal stopy a PS mohla tak označit konkrétní místo přechodu, a tak mohl být pronásledován.

### Ženijně-technické zabezpečení hranic (1964–1989)

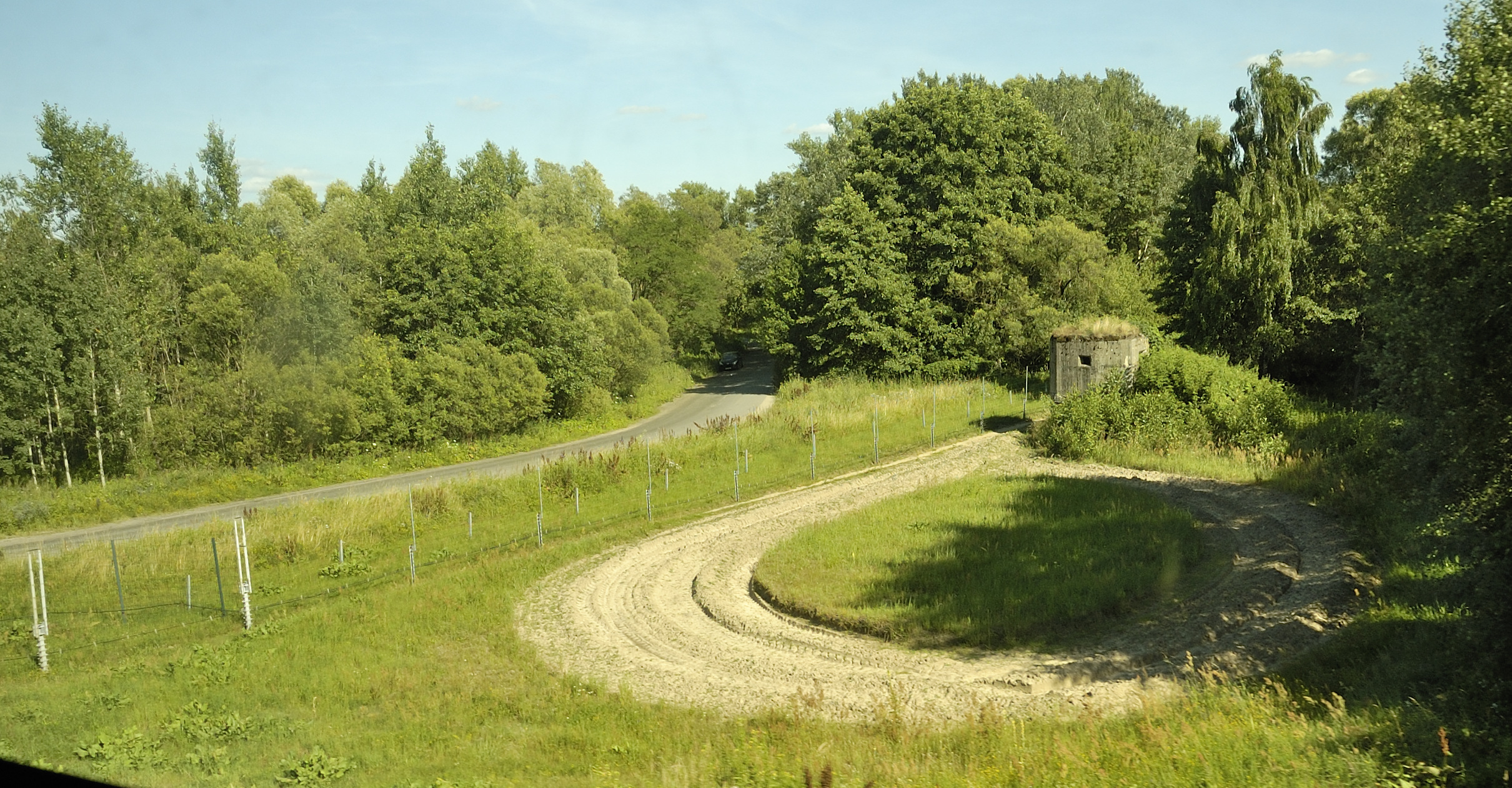
Hraniční pásmo na bělorusko-polské hranici. Je vidět elektrickou signální stěnu KS-185, kontrolní pás a lehké opevnění.

V rámci změnou rozsahu hraničního pásma a zrušením zakázaného pásma byl změněna i podoba zátarasu. Původní dřevěný zátaras se třemi stěnami byl nahrazen zátarasem o dvou stěnách a se 7 nástražnými vodiči vysokého napětí, signálním zařízením a kontrolním orným pásem o šířce 8 metrů. Dřevěný zátaras byl doplněn o věžové pozorovatelny na „hlavních směrech pravděpodobného postupu narušitelů“ a týlovou signální stěnou. Elektrifikace zátarasu byla nakonec zrušena v roce 1965. Místo toho se začala používat signální stěna U-60. Později byla inovovaná na U-70 a U.80.